# Brottopf

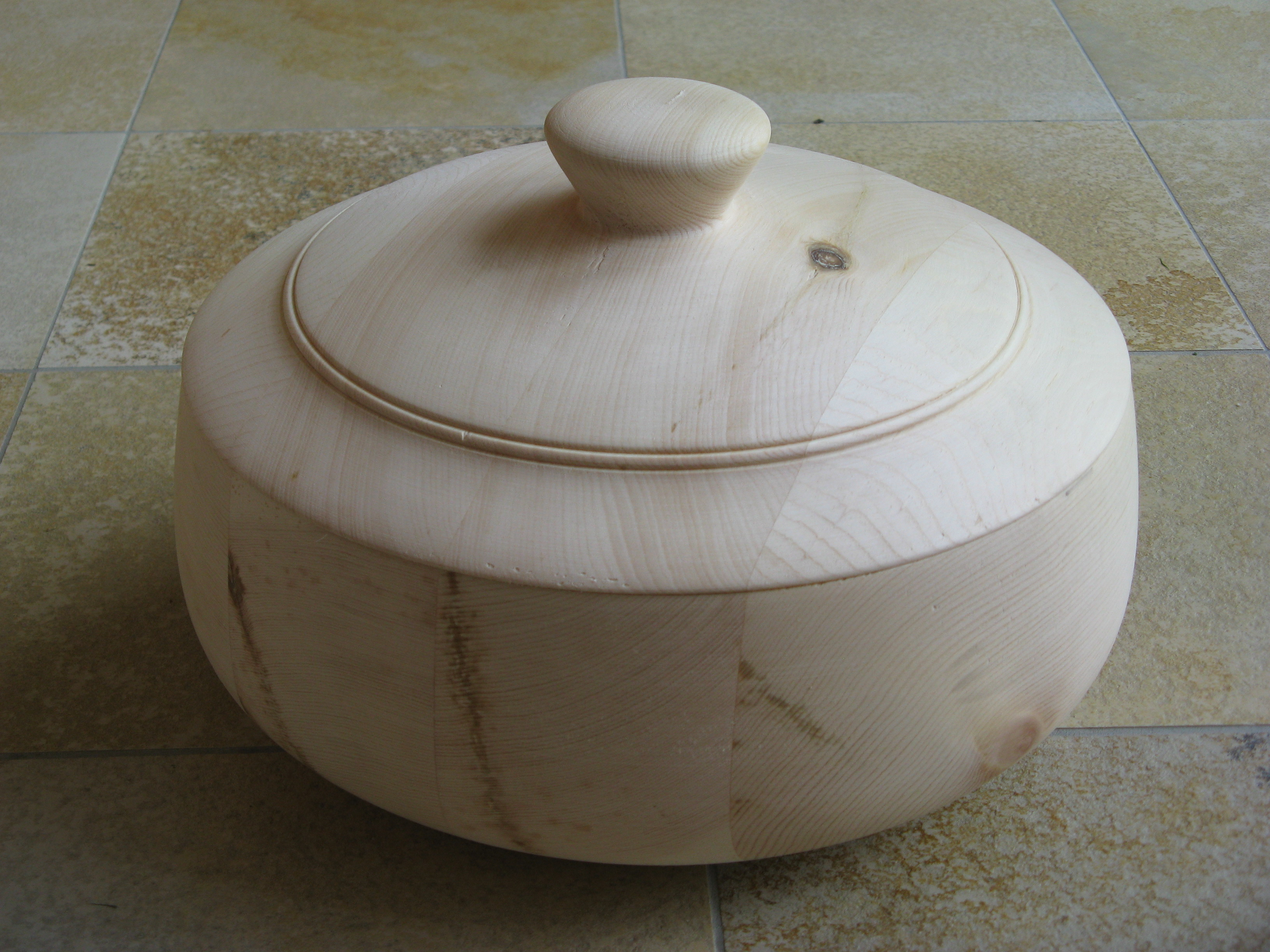
Brottopf aus Zirbenholz

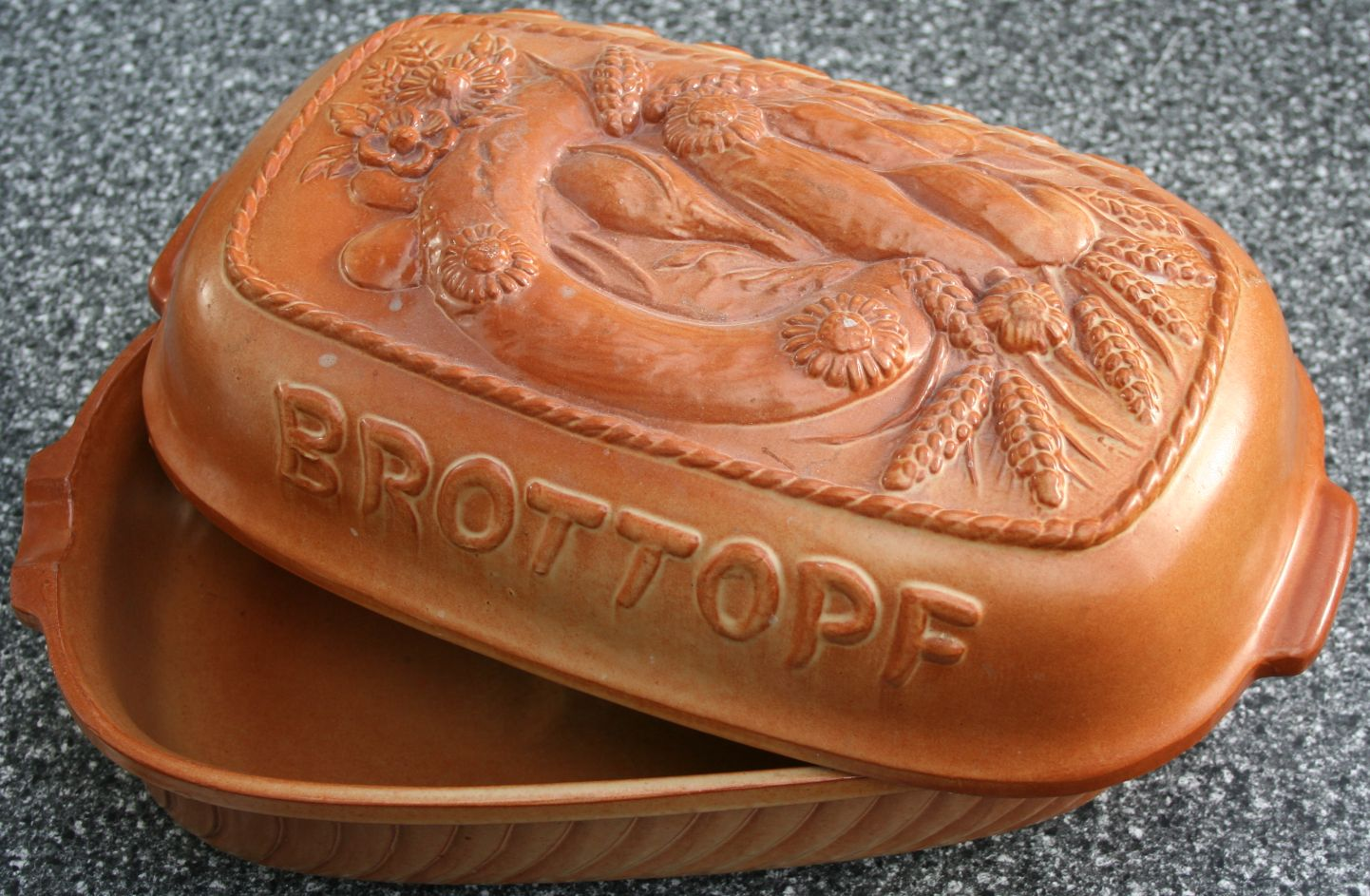
Brottopf mit geöffnetem Deckel, Boden ist glasiert

Als Brottopf wird ein aus Holz gedrechseltes oder auch ein dem Römertopf ähnliches traditionelles Aufbewahrungsgefäß für unverpacktes Brot bezeichnet. Ihm kommt hierbei die Funktion zu, das Brot über mehrere Tage frisch zu halten und vor Schimmel zu schützen. Eine traditionelle Variante wird aus Holz der Zirbelkiefer hergestellt.
Die Zirbelkiefer wächst ab einer Höhe von ca. 1300 m in den Alpen und wurde ursprünglich von Schweizer Bergbauern verwendet. In der Schweiz heißt die Zirbelkiefer auch Arve. In der kürzeren Vergangenheit haben sich aber auch in Bayern und Tirol einige Drechsler auf die Herstellung der Zirben-Brottöpfe spezialisiert. Die Wirkung der Vermeidung von Schimmel soll bei diesen Brottöpfen auf den ätherischen Ölen im Holz basieren.
Seit mindestens 200 Jahren wird dieser Haushaltgegenstand aber auch aus Ton gefertigt, zu Steinzeug gebrannt und mit Salz glasiert.
- Material: Aus Ton, Salz und Farbstoffen entsteht der Brottopf. Das salzglasierte Steinzeug ist seit Jahrhunderten bekannt für die Aufbewahrung von Lebensmitteln aller Art. Die bekanntesten Produkte sind: Schmalztopf, Rumtopf und Gärtopf.
- Aussehen: Traditionell in „blau-grau“ hergestellt, gibt es heute zahlreiche Varianten.
- Qualität: Ein Brottopf wird traditionell handgetöpfert. Bei 1250 °C gebrannter Ton (gesintert) schließt seine Poren und wird steinartig. Deshalb spricht man bei diesen Produkten von Steinzeug. Schon ohne Glasur wird keine Feuchtigkeit mehr aufgenommen.
- Pflege: Ein  Brottopf kann mit Essigwasser gereinigt werden.